# Pedro Aquino
Pedro Jesús Aquino Sánchez (Lima, 13 aprile 1995) è un calciatore peruviano, centrocampista del Santos Laguna e della nazionale peruviana.

## Carriera

### Club
Ha giocato nel campionato peruviano e in quello messicano.

### Nazionale
Ha esordito con la maglia della propria nazionale nel 2016.

## Statistiche

### Cronologia presenze e reti in nazionale
| Cronologia completa delle presenze e delle reti in nazionale ― Perù | Cronologia completa delle presenze e delle reti in nazionale ― Perù | Cronologia completa delle presenze e delle reti in nazionale ― Perù | Cronologia completa delle presenze e delle reti in nazionale ― Perù | Cronologia completa delle presenze e delle reti in nazionale ― Perù | Cronologia completa delle presenze e delle reti in nazionale ― Perù | Cronologia completa delle presenze e delle reti in nazionale ― Perù | Cronologia completa delle presenze e delle reti in nazionale ― Perù |
| Data                                                                | Città                                                               | In casa                                                             | Risultato                                                           | Ospiti                                                              | Competizione                                                        | Reti                                                                | Note                                                                |
| ------------------------------------------------------------------- | ------------------------------------------------------------------- | ------------------------------------------------------------------- | ------------------------------------------------------------------- | ------------------------------------------------------------------- | ------------------------------------------------------------------- | ------------------------------------------------------------------- | ------------------------------------------------------------------- |
| 1-9-2016                                                            | La Paz                                                              | Bolivia                                                             | 0 – 3 tav                                                           | Perù                                                                | Qual. Mondiali 2018                                                 | -                                                                   | 19’                                                                 |
| 12-10-2016                                                          | Santiago del Cile                                                   | Cile                                                                | 2 – 1                                                               | Perù                                                                | Qual. Mondiali 2018                                                 | -                                                                   | 36’                                                                 |
| 16-11-2016                                                          | Lima                                                                | Perù                                                                | 0 – 2                                                               | Brasile                                                             | Qual. Mondiali 2018                                                 | -                                                                   |                                                                     |
| 24-3-2017                                                           | Maturín                                                             | Venezuela                                                           | 2 – 2                                                               | Perù                                                                | Qual. Mondiali 2018                                                 | -                                                                   | 85’                                                                 |
| 29-3-2017                                                           | Lima                                                                | Perù                                                                | 2 – 1                                                               | Uruguay                                                             | Qual. Mondiali 2018                                                 | -                                                                   | 90+1’                                                               |
| 9-6-2017                                                            | Trujillo                                                            | Perù                                                                | 1 – 0                                                               | Paraguay                                                            | Amichevole                                                          | -                                                                   | 56’                                                                 |
| 14-6-2017                                                           | Lima                                                                | Perù                                                                | 3 – 1                                                               | Giamaica                                                            | Amichevole                                                          | -                                                                   | 60’                                                                 |
| 1-9-2017                                                            | Lima                                                                | Perù                                                                | 2 – 1                                                               | Bolivia                                                             | Qual. Mondiali 2018                                                 | -                                                                   | 64’                                                                 |
| 5-10-2017                                                           | Buenos Aires                                                        | Argentina                                                           | 0 – 0                                                               | Perù                                                                | Qual. Mondiali 2018                                                 | -                                                                   | 79’                                                                 |
| 11-11-2017                                                          | Wellington                                                          | Nuova Zelanda                                                       | 0 – 0                                                               | Perù                                                                | Qual. Mondiali 2018                                                 | -                                                                   |                                                                     |
| 24-3-2018                                                           | Miami                                                               | Perù                                                                | 2 – 0                                                               | Croazia                                                             | Amichevole                                                          | -                                                                   | 85’                                                                 |
| 30-5-2018                                                           | Lima                                                                | Perù                                                                | 2 – 0                                                               | Scozia                                                              | Amichevole                                                          | -                                                                   | 80’                                                                 |
| 9-6-2018                                                            | Göteborg                                                            | Svezia                                                              | 0 – 0                                                               | Perù                                                                | Amichevole                                                          | -                                                                   | 75’                                                                 |
| 16-6-2018                                                           | Saransk                                                             | Perù                                                                | 0 – 1                                                               | Danimarca                                                           | Mondiali 2018 - 1º turno                                            | -                                                                   | 87’                                                                 |
| 21-6-2018                                                           | Ekaterinburg                                                        | Francia                                                             | 1 – 0                                                               | Perù                                                                | Mondiali 2018 - 1º turno                                            | -                                                                   | 80’                                                                 |
| 26-6-2018                                                           | Soči                                                                | Australia                                                           | 0 – 2                                                               | Perù                                                                | Mondiali 2018 - 1º turno                                            | -                                                                   | 46’                                                                 |
| 6-9-2018                                                            | Amsterdam                                                           | Paesi Bassi                                                         | 2 – 1                                                               | Perù                                                                | Amichevole                                                          | 1                                                                   | 79’                                                                 |
| 9-9-2018                                                            | Sinsheim                                                            | Germania                                                            | 2 – 1                                                               | Perù                                                                | Amichevole                                                          | -                                                                   |                                                                     |
| 13-10-2018                                                          | Miami                                                               | Perù                                                                | 3 – 0                                                               | Cile                                                                | Amichevole                                                          | 2                                                                   | 74’                                                                 |
| 17-10-2018                                                          | East Hartford                                                       | Stati Uniti                                                         | 1 – 1                                                               | Perù                                                                | Amichevole                                                          | -                                                                   | 67’                                                                 |
| 16-11-2018                                                          | Lima                                                                | Perù                                                                | 0 – 2                                                               | Ecuador                                                             | Amichevole                                                          | -                                                                   | 64’                                                                 |
| 20-11-2018                                                          | Arequipa                                                            | Perù                                                                | 2 – 3                                                               | Costa Rica                                                          | Amichevole                                                          | -                                                                   | 66’                                                                 |
| 6-9-2019                                                            | Harrison                                                            | Perù                                                                | 0 – 1                                                               | Ecuador                                                             | Amichevole                                                          | -                                                                   | 63’                                                                 |
| 10-9-2019                                                           | Los Angeles                                                         | Brasile                                                             | 0 – 1                                                               | Perù                                                                | Amichevole                                                          | -                                                                   | 69’                                                                 |
| 16-11-2019                                                          | Miami Gardens                                                       | Colombia                                                            | 1 – 0                                                               | Perù                                                                | Amichevole                                                          | -                                                                   | 46’                                                                 |
| 8-10-2020                                                           | Asunción                                                            | Paraguay                                                            | 2 – 2                                                               | Perù                                                                | Qual. Mondiali 2022                                                 | -                                                                   |                                                                     |
| 13-10-2020                                                          | Lima                                                                | Perù                                                                | 2 – 4                                                               | Brasile                                                             | Qual. Mondiali 2022                                                 | -                                                                   |                                                                     |
| 13-11-2020                                                          | Santiago del Cile                                                   | Cile                                                                | 2 – 0                                                               | Perù                                                                | Qual. Mondiali 2022                                                 | -                                                                   | 75’                                                                 |
| 17-11-2020                                                          | Lima                                                                | Perù                                                                | 0 – 2                                                               | Argentina                                                           | Qual. Mondiali 2022                                                 | -                                                                   | 29’ 88’                                                             |
| 3-6-2021                                                            | Lima                                                                | Perù                                                                | 0 – 3                                                               | Colombia                                                            | Qual. Mondiali 2022                                                 | -                                                                   | 53’                                                                 |
| 8-6-2021                                                            | Quito                                                               | Ecuador                                                             | 1 – 2                                                               | Perù                                                                | Qual. Mondiali 2022                                                 | -                                                                   | 46’                                                                 |
| 7-10-2021                                                           | Lima                                                                | Perù                                                                | 2 – 0                                                               | Cile                                                                | Qual. Mondiali 2022                                                 | -                                                                   |                                                                     |
| 10-10-2021                                                          | La Paz                                                              | Bolivia                                                             | 1 – 0                                                               | Perù                                                                | Qual. Mondiali 2022                                                 | -                                                                   | 67’                                                                 |
| 14-10-2021                                                          | Buenos Aires                                                        | Argentina                                                           | 1 – 0                                                               | Perù                                                                | Qual. Mondiali 2022                                                 | -                                                                   |                                                                     |
| 16-11-2021                                                          | Caracas                                                             | Venezuela                                                           | 1 – 2                                                               | Perù                                                                | Qual. Mondiali 2022                                                 | -                                                                   | 46’                                                                 |
| 5-6-2022                                                            | Cornellà de Llobregat                                               | Perù                                                                | 1 – 0                                                               | Nuova Zelanda                                                       | Amichevole                                                          | -                                                                   | 75’                                                                 |
| 13-6-2022                                                           | Ar Rayyan                                                           | Australia                                                           | 0 – 0 dts (5 – 4 dtr)                                               | Perù                                                                | Qual. Mondiali 2022                                                 | -                                                                   | 80’                                                                 |
| 25-9-2022                                                           | Pasadena                                                            | Messico                                                             | 1 – 0                                                               | Perù                                                                | Amichevole                                                          | -                                                                   | 86’                                                                 |
| 16-11-2022                                                          | Lima                                                                | Perù                                                                | 1 – 0                                                               | Paraguay                                                            | Amichevole                                                          | -                                                                   |                                                                     |
| 25-3-2023                                                           | Magonza                                                             | Germania                                                            | 2 – 0                                                               | Perù                                                                | Amichevole                                                          | -                                                                   | 71’                                                                 |
| 28-3-2023                                                           | Madrid                                                              | Marocco                                                             | 0 – 0                                                               | Perù                                                                | Amichevole                                                          | -                                                                   | 80’                                                                 |
| 15-6-2023                                                           | Busan                                                               | Corea del Sud                                                       | 0 – 1                                                               | Perù                                                                | Amichevole                                                          | -                                                                   | 58’                                                                 |
| 20-6-2023                                                           | Suita                                                               | Giappone                                                            | 4 – 1                                                               | Perù                                                                | Amichevole                                                          | -                                                                   | 72’                                                                 |
| 12-10-2023                                                          | Santiago del Cile                                                   | Cile                                                                | 2 – 0                                                               | Perù                                                                | Qual. Mondiali 2026                                                 | -                                                                   |                                                                     |
| 21-11-2023                                                          | Lima                                                                | Perù                                                                | 1 – 1                                                               | Venezuela                                                           | Qual. Mondiali 2026                                                 | -                                                                   | 84’                                                                 |
| 20-3-2025                                                           | Lima                                                                | Perù                                                                | 3 – 1                                                               | Bolivia                                                             | Qual. Mondiali 2026                                                 | -                                                                   | 64’                                                                 |
| 25-3-2025                                                           | Maturín                                                             | Venezuela                                                           | 1 – 0                                                               | Perù                                                                | Qual. Mondiali 2026                                                 | -                                                                   | 19’ 62’                                                             |
| 6-6-2025                                                            | Barranquilla                                                        | Colombia                                                            | 0 – 0                                                               | Perù                                                                | Qual. Mondiali 2026                                                 | -                                                                   | 53’                                                                 |
| Totale                                                              |                                                                     | Presenze                                                            | 48                                                                  |                                                                     | Reti                                                                | 3                                                                   |                                                                     |